# 伊朗的俄羅斯人
伊朗的俄羅斯人，是指生活在伊朗的俄羅斯人和他們的後裔，在薩非王朝時伊朗已有俄羅斯人生活，他們出現在伊朗是多次俄羅斯-波斯戰爭的結果。
現在他們一部分人是伊朗核開發的科技顧問。

## 歷史
雖然俄羅斯人很早已出現在伊朗，但他們在二十世紀早期才真正大量移民伊朗。十月革命後100000個白俄為逃避布爾什維克黨移民至伊朗北部吉蘭省和馬贊德蘭省，也有一些人移民至西北部的伊朗阿塞拜疆，他們的後裔仍生活於此，但他們的影嚮力在1946年伊朗危機後終結。

## 俄羅斯東正教
他們雖然生活在伊朗，但仍保留東正教信仰。德黑蘭的俄羅斯東正教社區可追溯其歷史到16世紀末期。在1917年俄羅斯革命之前，在德黑蘭曾有座次大使館教會加上鐘樓在俄羅斯人的墓地。後來這兩個教堂被關閉和破壞。
德黑蘭的聖尼古拉斯教堂，建於1940年，由流亡建築師和伊朗陸軍軍官尼古拉·馬卡羅夫設計，俄羅斯流亡者出資捐贈建成。在1979年伊朗伊斯蘭革命前有幾個東正教教士主持運作，在20世紀80年代初，他們都被驅逐，直到上世紀90年代末才重新接受莫斯科任命的新掌門牧師:阿歷山大·扎爾基謝夫。